# براد داوني
براد داوني (بالإنجليزية: Brad Downey)‏ هو فنان أمريكي، ولد في 1980 في لويفيل في الولايات المتحدة.